# Боди (Калифорния)
Боди (на английски: Bodie, произнася се Боудий) е град призрак, разположен на източните склонове на планинската верига Сиера Невада в окръг Моно, щата Калифорния, Съединените американски щати. Намира се на около 120 км (75 мили) югоизточно от езерото Тахо.
Основан е като миньорски лагер през 1859 г. след откриването на злато там от Уилям С. Боди. Той изчезва безследно в снежна буря през ноември същата година, докато е пътувал за провизии до съседния Моновил.
Към 1880 г. градът е имал население от около 10 000 жители. През годините в него е намерено злато на стойност 34 милиона долара. През 1961 г. Боди е обозначен като национална историческа забележителност, а през 1962 г. става щатски исторически парк.